# Сальгренська Університетська Лікарня
Сальгренська Університетська Лікарня (швед. Sahlgrenska Universitetssjukhuset) — це комплекс медичних закладів, що асоційовані з Сальгренською Академією Гетеборзького Університету, та в якому надаються всі види медичної допомоги переважно населенню Гетеборзької області та міста (прибл. 900000 чол.). Лікарня була названа на честь шведського філантропа Нікласа Сальгрена та є однією з найбільших клінік в Європі, а також в Швеції.

## Історичний нарис
Сальгренська Лікарня була заснована в 1772 році за фінансової підтримки Нікласа Сальгрена. В 1997 році до складу лікарні було інтегровано ще 2 клініки (швед. Östra sjukhuset och Mölndals sjukhus), що і утворюють сучасну Сальгренську Університетську Лікарню. Дана установа підпорядковується та фанансується Регіональною Радою Вестра-Йоталанд з 1999 року.
За історію свого існування, Сальгренська Лікарня декілька разів змінювала своє розташування:
- 1772—1823 — розташована на Сіллгатан, що зараз має назву Постгатан
- 1823—1855 — Будинок Отердаля, де наразі розташований музей історії медицини
- 1855—1900 — Sociala huset
- 1900- наш час — на Änggården

В червні 2009 року загальна площа лікарні становить 24000 кв. м, на яких розміщені стандартні відділення, а також нефрологія, центр діалізу, трансплантаційне відділення, відділ лікування порушень мозкового кровообігу тощо.

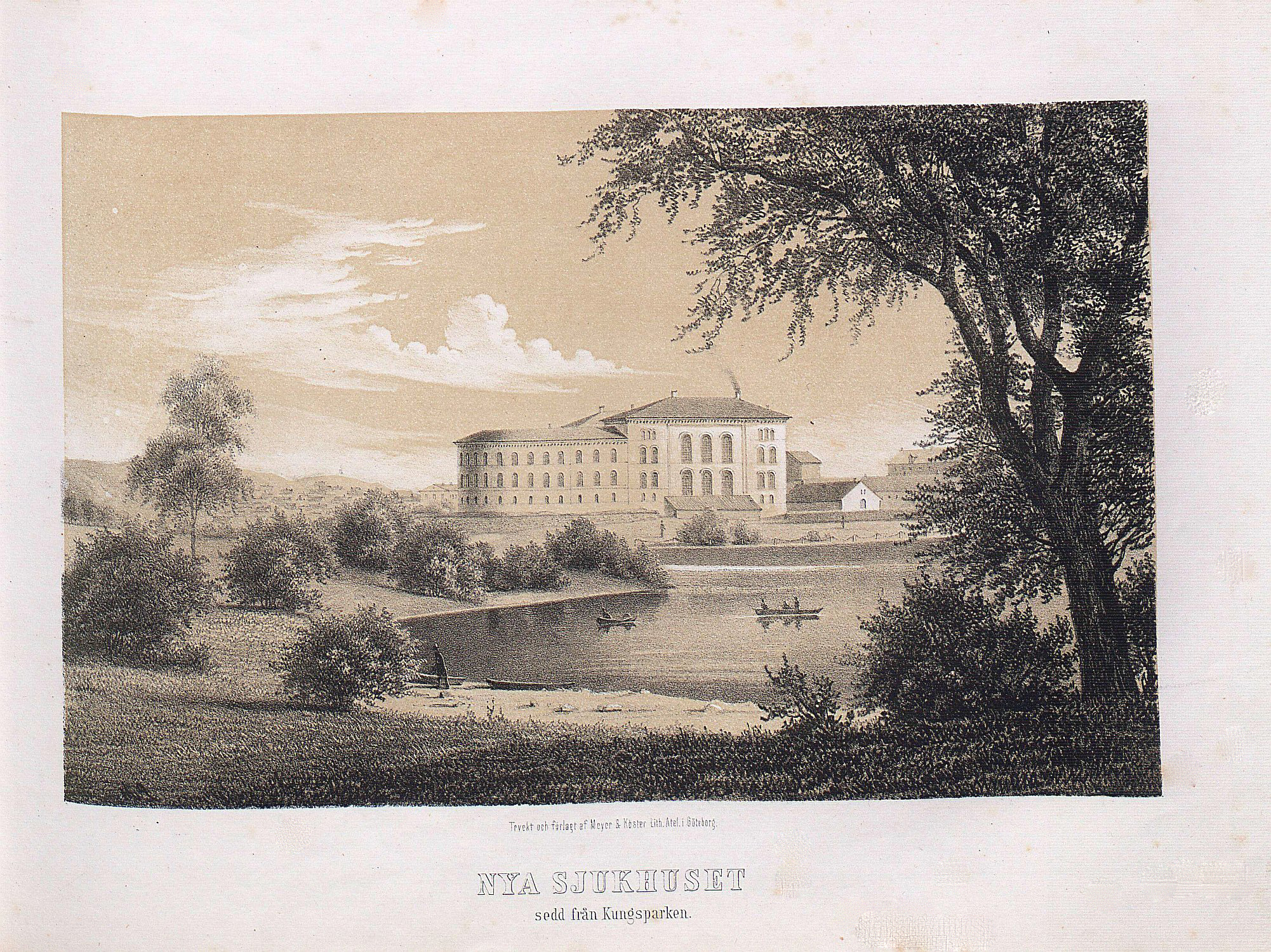
Сальгренська університеться лікарня в 1855 році.